# Naama
Naama is een stad in Algerije en is de hoofdplaats van de provincie Naama.
Naama telt ongeveer 8200 inwoners.